# Uà - Uomo di varie età
Uà - Uomo di varie età è stato un programma televisivo italiano di genere musicale, varietà e comico andato in onda in prima serata su Canale 5 dal 4 al 18 dicembre 2021 per tre puntate di sabato, con la conduzione di Claudio Baglioni.

## Il programma
Il programma era basato su tre serate evento per festeggiare e ripercorrere l'immensa carriera di Claudio Baglioni.
Tre serate evento tra grande musica, coreografie e performance spettacolari, allestite in spazi scenici sorprendenti che cambiano a ogni numero, con racconti evocativi, emozionanti, divertenti e sketch esilaranti. Gli ospiti del programma condividono un palcoscenico da 1 000 metri quadrati e illuminato da 800 corpi luminosi. Una macchina di produzione valorizzata da più di 200 professionisti di produzione con la direzione artistica di Giuliano Peparini.

## Edizioni
| Edizione | Anno | Conduzione       | Periodo         | Periodo          | Puntate | Studio                            |
| Edizione | Anno | Conduzione       | Inizio          | Fine             | Puntate | Studio                            |
| -------- | ---- | ---------------- | --------------- | ---------------- | ------- | --------------------------------- |
| 1ª       | 2021 | Claudio Baglioni | 4 dicembre 2021 | 18 dicembre 2021 | 3       | Studio 5 degli studi Voxson, Roma |

## Puntate e ascolti

### Prima edizione (2021)
| Puntata | Messa in onda    | Ascolti        | Ascolti | Ospiti |
| Puntata | Messa in onda    | Telespettatori | Share   | Ospiti |
| ------- | ---------------- | -------------- | ------- | --- |
| 1       | 4 dicembre 2021  | 2 322 000      | 13,95%  | Il Volo, Massimo Ghini, Laura Chiatti, Michelle Hunziker, Nino Frassica, Renato Zero, Pablo e Pedro, Emanuela Tittocchia, Rosario Fiorello (voce), Giorgia, Pierfrancesco Favino, Eros Ramazzotti, Alex Britti, Neri Marcorè, Francesco Pannofino, Ultimo, Stefano Di Battista, Pio e Amedeo |
| 2       | 11 dicembre 2021 | 2 230 000      | 13,40%  | Pio e Amedeo, Gianni Morandi, Andrea Bocelli, Achille Lauro, Zucchero Fornaciari, Giorgio Panariello, Antonello Venditti, Giuliano Sangiorgi, Annalisa, Vittoria Puccini, Raf, Umberto Tozzi, Paola Turci, Carmen Consoli, Rosario Fiorello (voce), Claudia Gerini, Monica Guerritore, Pino Insegno, Luca e Paolo, Milena Mancini, Vinicio Marchioni, Rocío Muñoz Morales                                                       |
| 3       | 18 dicembre 2021 | 2 082 000      | 13,40%  | Marco Mengoni, Fabio Concato, Anna Oxa, Tommaso Paradiso, Fiorella Mannoia, Alessandra Amoroso, Riccardo Cocciante, Gianna Nannini, Massimo Ranieri, Ornella Vanoni, Leonardo Pieraccioni, Alessandro Siani, Pippo Baudo, Serena Autieri, Andrea Delogu, Eleonora Abbagnato, Rosario Fiorello (voce), Stefano Fresi, Enrico Lo Verso, Andrea Griminelli, Mahmood, Maria Di Biase, Corrado Nuzzo, Alessandro Preziosi, Luca Ward |
| Media   | Media            | 2 211 000      | 13,58%  | |

## Audience
| Edizione | Rete televisiva | Anno | Stagione | Programmazione | Programmazione | Programmazione | Programmazione | Programmazione | Programmazione | Programmazione | Telespettatori | Share  |
| Edizione | Rete televisiva | Anno | Stagione | L              | M              | M              | G              | V              | S              | D              | Telespettatori | Share  |
| -------- | --------------- | ---- | -------- | -------------- | -------------- | -------------- | -------------- | -------------- | -------------- | -------------- | -------------- | ------ |
| 1ª       | Canale 5        | 2021 | autunno  |                |                |                |                |                |                |                | 2 211 000      | 13,58% |